# Алея слави Канади
Алея слави Канади (англ. Canada’s Walk of Fame — пам'ятка міста Торонто (провінція Онтаріо, Канада), що увічнює досягнення видатних канадців. На алеї слави Канади, як і на аналогічній голлівудській, нагородженим присвячується вмонтована в тротуар зірка. Відзначаються заслуги у таких галузях: спорт; філантропія та гуманітарна діяльність; мистецтво та індустрія розваг; підприємництво; наука і технології.

## Історія
Однойменна благодійна організація почала свою діяльність в 1998 році. Її засновниками стали Білл Баллард, Дасті Кол, Пітер Сумаліас, Дайані Шуолм і Гері Слейт. Згідно з її статутом, для номінантів обов'язковими є щонайменше 10 років діяльності в сфері, в якій вони номінуються. Їх діяльність повинна являти собою вагомий внесок в канадське або міжнародну культурну спадщину. До 2004 відзначали лише уродженців Канади, пізніше від цієї умови відмовились і нагородили кінопродюсера Луїса Майєра, що виріс в Сент-Джона (Нью-Брансвік), але народився в Мінську.
У перші 20 років існування Алея слави Канади розташовувалася в кварталі розваг Торонто, на Симко-стріт і в західній частині Кінг-стріт. В кінці 2010-х років, у рамках проєкту перетворення сусідньої Джон-стріт на пішохідний «культурний коридор», висунуто пропозицію про перенесення зірок Алеї слави на неї. Церемонія нагородження більше 10 років транслюється в прямому ефірі телеканалом Global, а до цього протягом декількох років аналогічна трансляція велася каналом CTV.
Серед знаменитостей, відзначених Алеєю слави Канади, є принаймні четверо осіб українського походження: це хокеїст Вейн Ґрецкі, модель Дарія Вербови, астронавтка Роберта Бондар,  та філантроп Джеймс Темертей.

## Володарі зірок

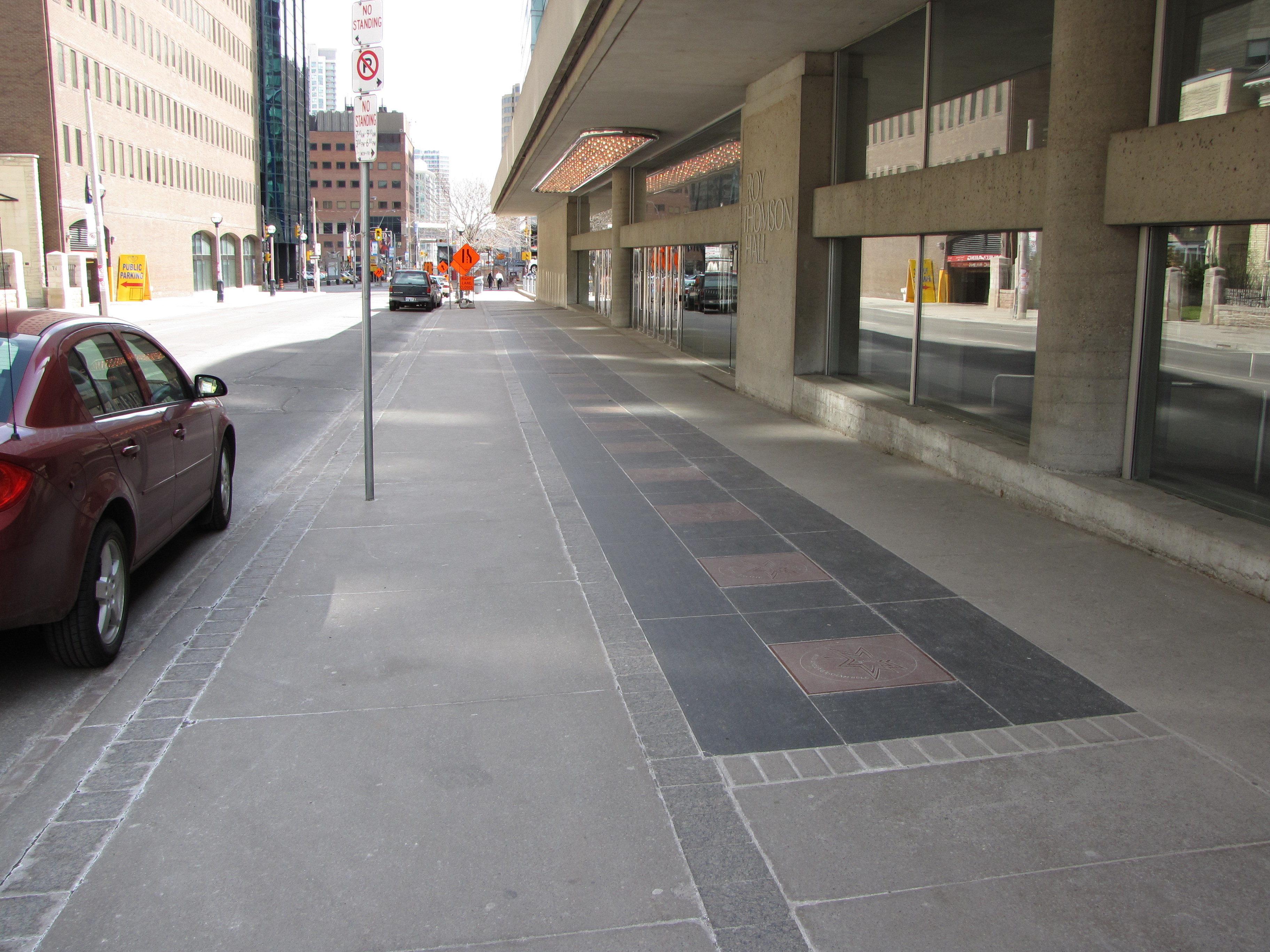
Лінія зірок уздовж вулиці Сімко

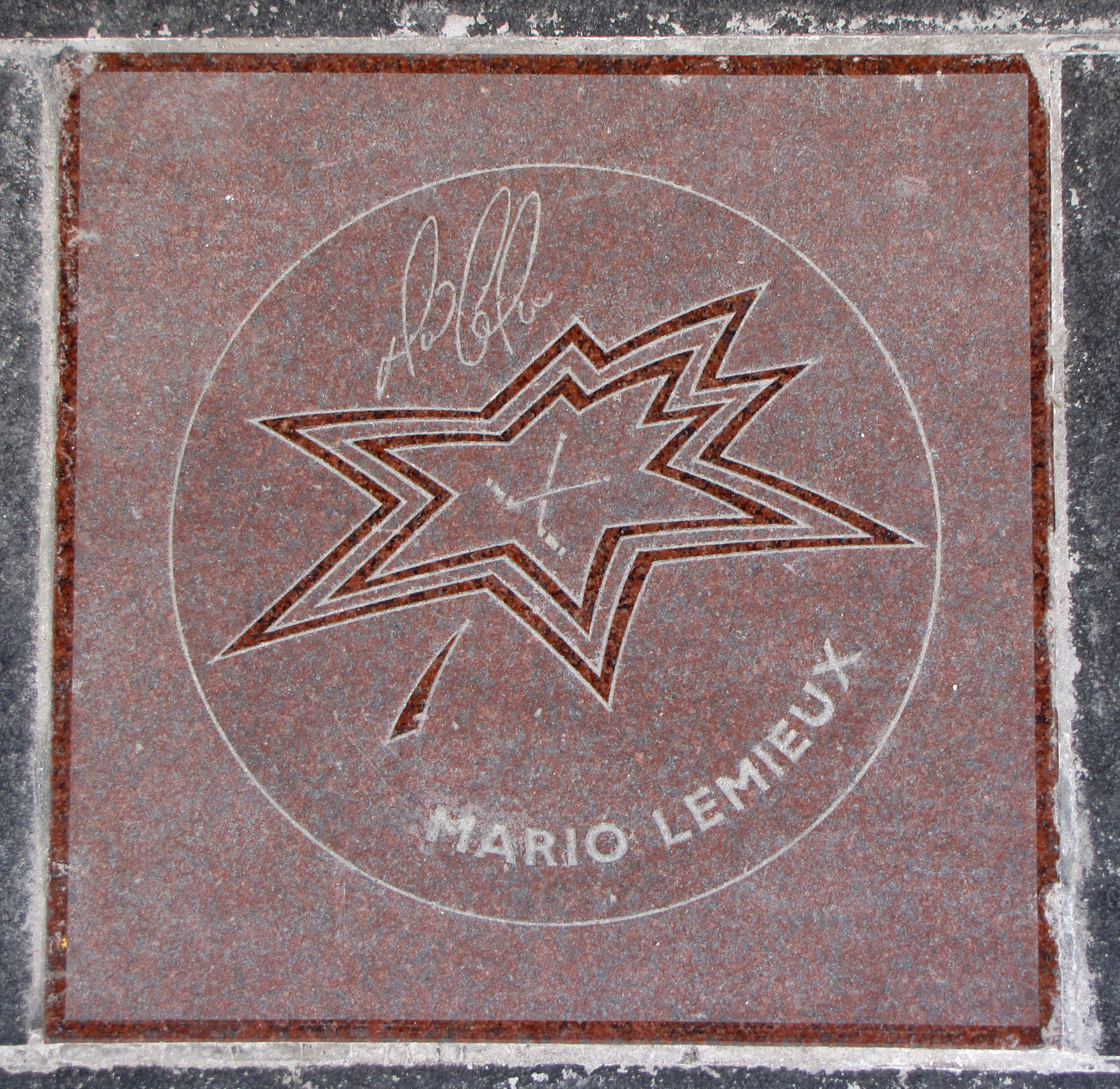
Зірка Маріо Лемьйо

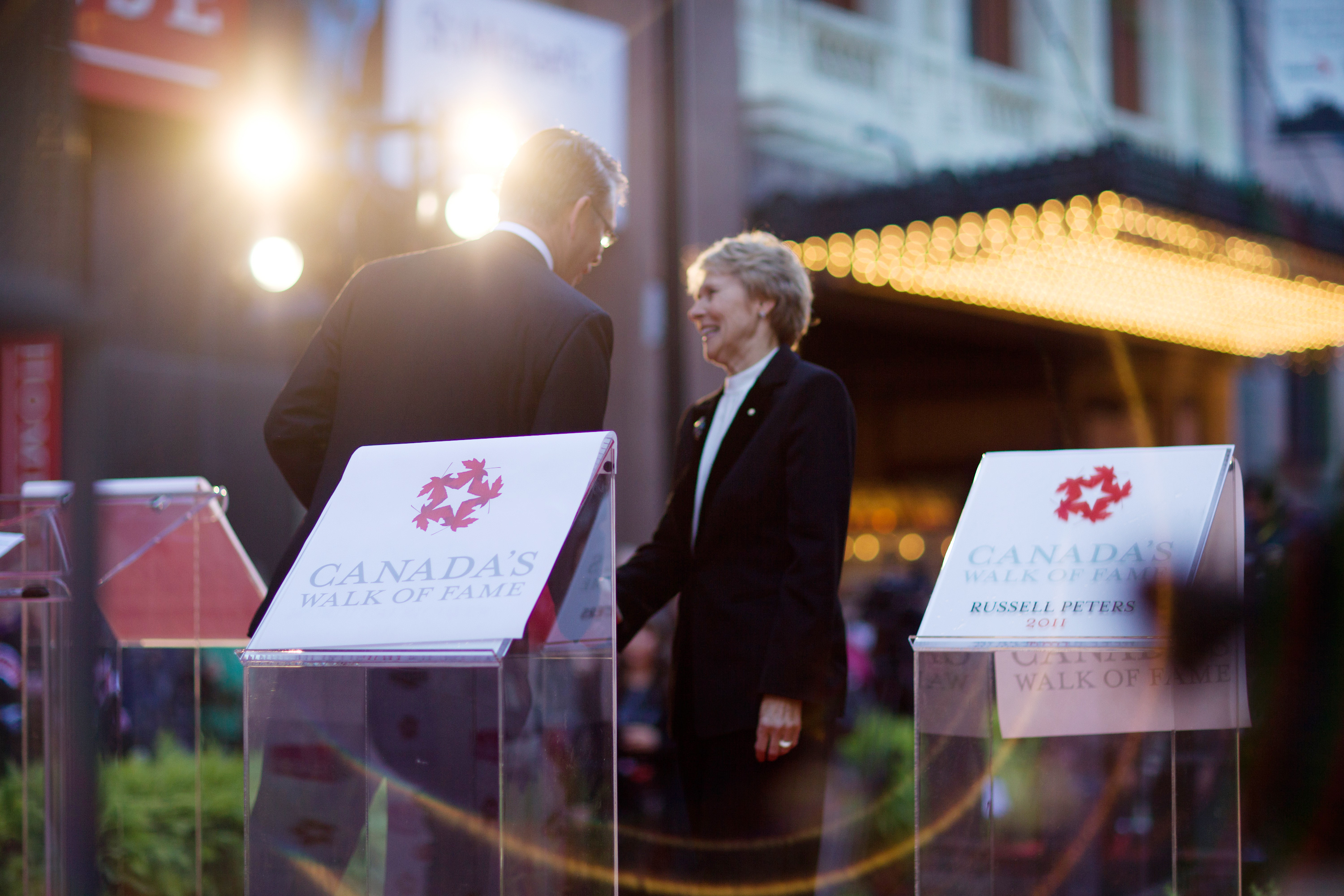
Роберта Бондар отримує свою зірку під час вступної церемонії 2011 року.

### Мистецтво і шоу-бізнес
| лауреат                                    | професія / колектив              | рік  |
| ------------------------------------------ | -------------------------------- | ---- |
| The Band                                   | музичний колектив                | 2014 |
| Blue Rodeo                                 | музичний колектив                | 2009 |
| Cirque du Soleil                           | циркова трупа                    | 2002 |
| The Guess Who                              | музичний колектив                | 2001 |
| Nickelback                                 | музичний колектив                | 2007 |
| Royal Canadian Air Farce                   | комічна трупа                    | 2000 |
| Rush                                       | музичний колектив                | 1999 |
| SCTV                                       | комедійна телепрограма           | 2002 |
| The Tragically Hip                         | музичний колектив                | 2002 |
| Triumph                                    | музичний колектив                | 2019 |
| Браян Адамс                                | музикант                         | 1998 |
| Памела Андерсон                            | Актриса, модель                  | 2006 |
| Пол Анка                                   | Співак, автор пісень             | 2005 |
| Дженн Арден                                | музикант                         | 2006 |
| Дені Аркан                                 | Режисер, сценарист, продюсер     | 2004 |
| Вілл Арнетт                                | актор                            | 2019 |
| Кеножуак Ашевак                            | Живописець, скульптор            | 2001 |
| Ренді Бахман                               | Музикант, співак                 | 2012 |
| Джинні Бекер                               | Телевізійний ведучий, редактор   | 2016 |
| Реймонд Берр                               | актор                            | 2009 |
| П'єр Бертон                                | Письменник, публіцист            | 1998 |
| Майкл Бубле                                | співак                           | 2015 |
| Франсіс Бей                                | актриса                          | 2008 |
| Ел Ваксман                                 | актор                            | 2016 |
| Дар'я Вербова                              | Модель                           | 2008 |
| Віктор Гарбер                              | актор                            | 2013 |
| Лорн Грін                                  | актор                            | 2015 |
| Робер Гуле                                 | Співак, актор                    | 2006 |
| Гленн Гульд                                | музикант                         | 1998 |
| Лу Джекобі                                 | актор                            | 1999 |
| Лінн Джонстон                              | карикатурист                     | 2003 |
| Норман Джуїсон                             | режисер                          | 1998 |
| Селін Діон                                 | співачка                         | 1999 |
| Ширлі Дуглас                               | актриса                          | 2004 |
| Лінда Євангеліста                          | Модель                           | 2003 |
| Джульєтта Кавацці                          | співачка                         | 1999 |
| Бертон Каммінгс                            | музикант                         | 2011 |
| Алессія Кара                               | Співачка, автор пісень           | 2019 |
| Карен Кейн                                 | балерина                         | 1998 |
| Дін і Ден Кейтени                          | модельєри                        | 2009 |
| Джим Керрі                                 | актор                            | 2004 |
| Енді Кім                                   | співак                           | 2018 |
| Девід Клейтон-Томас                        | музикант                         | 2010 |
| Том Кокран                                 | музикант                         | 2009 |
| Майкл Кол                                  | Театральний імпресаріо, продюсер | 2005 |
| Алекс Колвілл                              | художник                         | 2002 |
| Том Коннорс                                | співак                           | 2017 |
| П'єр Коссетт                               | музичний продюсер                | 2005 |
| Леонард Коен                               | Співак, письменник               | 2018 |
| Даяна Кролл                                | Музикант                         | 2004 |
| Девід Кроненберг                           | Режисер, сценарист, актор        | 1999 |
| Х'юм Кронін                                | Актор                            | 1999 |
| Венді Крюсон                               | Актриса                          | 2015 |
| Джон Кей                                   | Музикант                         | 2004 |
| Джеймс Кемерон                             | Режисер, сценарист               | 2008 |
| Джон Кенді                                 | Актор                            | 1998 |
| Кім Кеттролл                               | Актриса                          | 2009 |
| Ґордон Лайтфут                             | Музикант                         | 1998 |
| К. Д. Ланг                                 | Музикант                         | 2008 |
| Даніель Лануа                              | Музичний продюсер                | 2005 |
| Робер Лепаж                                | Режисер, драматург               | 2001 |
| Юджин Леві                                 | Актор                            | 2006 |
| Річ Літтл                                  | Естрадний пародист               | 1998 |
| Гай Ломбардо                               | Музикант                         | 2002 |
| Луїс Майєр                                 | Кінематографіст                  | 2004 |
| Майк Майєрс                                | Актор                            | 2003 |
| Лорн Майклз                                | Продюсер                         | 2003 |
| Рейчел Макадамс                            | Актриса                          | 2014 |
| Ерік Маккормак                             | Актор                            | 2010 |
| Сара Маклахлан                             | Співачка, авторка пісень         | 2012 |
| Роберт Манш                                | Письменник                       | 2009 |
| Андреа Мартін                              | Актриса                          | 2018 |
| Діпа Мехта                                 | кінематографіст                  | 2016 |
| «Містер Дрессап»                           | Дитяча телепрограма              | 2019 |
| Джоні Мітчелл                              | співачка                         | 2000 |
| Аланіс Морісетт                            | співачка                         | 2005 |
| Фарлі Моует                                | Письменник, публіцист            | 2010 |
| Енн Мюррей                                 | співачка                         | 1998 |
| Хоуі Мендел                                | Комік, телеведучий               | 2009 |
| Леслі Нільсен                              | актор                            | 2001 |
| Сандра О                                   | актриса                          | 2011 |
| Кетрін О'Гара                              | актриса                          | 2007 |
| Волтер Останек                             | музикант                         | 2001 |
| Мері Пікфорд                               | актриса                          | 1999 |
| Гордон Пінсент                             | актор                            | 2007 |
| Расселл Пітерс                             | комік                            | 2011 |
| Оскар Пітерсон                             | музикант                         | 2013 |
| Крістофер Пламмер                          | актор                            | 1998 |
| Люк Пламондон                              | музикант                         | 2003 |
| Сара Поллі                                 | Актриса, письменник, режисер     | 2010 |
| Джейсон Пристлі                            | Актор, режисер                   | 2016 |
| Анна Пекуїн                                | актриса                          | 2017 |
| Айван Райтман                              | Режисер, продюсер                | 2001 |
| Раян Рейнольдс                             | актор                            | 2014 |
| Джинетт Рено                               | Співачка, актриса                | 2000 |
| Жан-Поль Ріопель                           | Живописець, скульптор            | 2000 |
| Мордекай Річлер                            | письменник                       | 2011 |
| Ллойд Робертсон                            | Журналіст, телеведучий           | 2007 |
| Роббі Робертсон                            | музикант                         | 2003 |
| Соня Родрігес                              | балерина                         | 2012 |
| Сет Роген і Еван Ґолдберґ                  | кінематографісти                 | 2018 |
| Фей Рей                                    | актриса                          | 2005 |
| Дональд Сазерленд                          | актор                            | 2000 |
| Кіфер Сазерленд                            | актор                            | 2005 |
| Мак Сеннетт                                | Кінематографіст                  | 2004 |
| Баффі Сент-Марі                            | Співачка, актриса                | 1998 |
| Девід Стейнберг                            | Актор, режисер, сценарист        | 2003 |
| Тереза Стратас                             | Оперна співачка                  | 2001 |
| «Таблетка радості»                         | комедійна трупа                  | 2008 |
| Шанайя Твейн                               | музикант                         | 2003 |
| Вероніка Теннант                           | балерина                         | 2001 |
| Алан Тик                                   | актор                            | 2013 |
| Алекс Требек                               | телеведучий                      | 2006 |
| Джек Ворнер                                | діяч кінематографа               | 2004 |
| Вейн і Шустер                              | комедійний дует                  | 1999 |
| Тімоті Фіндлі                              | Романіст, драматург              | 2002 |
| Майкл Джей Фокс                            | актор                            | 2000 |
| Морін Форрестер                            | співачка                         | 2000 |
| Девід Фостер                               | музичний продюсер                | 2002 |
| Брендан Фрейзер                            | актор                            | 2006 |
| Неллі Фуртадо                              | музикант                         | 2010 |
| Рекс Гаррінґтон                            | Танцівник балету                 | 2005 |
| Корі Гарт                                  | співак                           | 2016 |
| Евелін Гарт                                | балерина                         | 2000 |
| Філ Гартман                                | актор                            | 2012 |
| Вільям Гатт                                | актор                            | 2000 |
| Джилл Геннессі                             | актриса                          | 2007 |
| Даґ Геннінґ                                | фокусник                         | 2010 |
| Джеф Гілі                                  | музикант                         | 2014 |
| Лоуренс Гілл                               | письменник                       | 2015 |
| Артур Гіллер                               | режисер                          | 2002 |
| Ронні Гокінс                               | музикант                         | 2002 |
| Монті Голл                                 | телеведучий                      | 2002 |
| Дон Черрі і Рон Маклін («Куточок тренера») | спортивне телебачення            | 2015 |
| Пол Шаффер                                 | музикант                         | 2006 |
| Гелен Шейвер                               | актриса                          | 2004 |
| Вільям Шетнер                              | актор                            | 2000 |
| Норма і Дуглас Ширер                       | Актриса і звукорежисер           | 2008 |
| Мартін Шорт                                | актор                            | 2000 |
| Боб Езрін                                  | музичний продюсер                | 2013 |
| Ден Ейкройд                                | актор                            | 2002 |
| Маргарет Етвуд                             | письменник                       | 2001 |
| Ніл Янг                                    | співак                           | 2000 |

### Спорт
| лауреат                                                                                               | Вид спорту                    | рік  |
| --- | ----------------------------- | ---- |
| Джонні Бауер                                                                                          | Хокей з шайбою                | 2007 |
| Донован Бейлі                                                                                         | Легка атлетика                | 2017 |
| Жан Беліво                                                                                            | Хокей з шайбою                | 2001 |
| Скотті Боумен                                                                                         | Хокей з шайбою                | 2003 |
| Курт Браунінг                                                                                         | Фігурне катання               | 2001 |
| Тесса Вертью і Скотт Моїр                                                                             | Фігурне катання               | 2018 |
| Жак Вільнев                                                                                           | Автомобільний спорт           | 1998 |
| Вейн Грецкі                                                                                           | Хокей з шайбою                | 2002 |
| Ненсі Грін                                                                                            | Гірські лижі                  | 1999 |
| Расс Джексон                                                                                          | Канадський футбол             | 2012 |
| Фергюсон Дженкінс                                                                                     | бейсбол                       | 2001 |
| Гаррі Вінстон Джером                                                                                  | Легка атлетика                | 2001 |
| Сінді Классен                                                                                         | Ковзанярський спорт           | 2019 |
| Толлер Кренстон                                                                                       | Фігурне катання               | 2003 |
| Сілкен Лауман                                                                                         | Гребля                        | 2015 |
| Маріо Лемьйо                                                                                          | Хокей з шайбою                | 2004 |
| Марк Мессьє                                                                                           | Хокей з шайбою                | 2019 |
| Даніель Нестор                                                                                        | теніс                         | 2011 |
| Стів Неш                                                                                              | Баскетбол                     | 2008 |
| Боббі Орр                                                                                             | Хокей з шайбою                | 1998 |
| Шанталь Птіклер                                                                                       | Легка атлетика (паралімпієць) | 2009 |
| Моріс Рішар                                                                                           | Хокей з шайбою                | 1999 |
| Збірна Канади з гірських лиж («Божевільні канадці»): Дейв Ірвін, Дейв Маррей, Стів Подборскі, Кен Рід | Гірські лижі                  | 2006 |
| Збірна Канади з хокею (Суперсерія-1972)                                                               | Хокей з шайбою                | 2012 |
| Крістін Сінклер                                                                                       | Футбол                        | 2013 |
| Дерріл Сіттлер                                                                                        | Хокей з шайбою                | 2016 |
| Барбара Енн Скотт                                                                                     | Фігурне катання               | 1998 |
| Гейлі Вікенгайзер                                                                                     | Хокей з шайбою                | 2014 |
| Террі Фокс                                                                                            | Легка атлетика                | 2013 |
| Рік Гансен                                                                                            | Легка атлетика (паралімпієць) | 2007 |
| Ґорді Гоу                                                                                             | Хокей з шайбою                | 2000 |
| Клара Г'юз                                                                                            | Ковзанярський спорт           | 2010 |
| Джордж Чувало                                                                                         | Бокс                          | 2005 |
| Джим Елдер                                                                                            | Кінний спорт                  | 2003 |

### Наука і технології
| Лауреат              | Галузь внеску                     | Год  |
| -------------------- | --------------------------------- | ---- |
| Александер Грем Белл | винахідник телефону               | 2001 |
| Роберта Бондар       | астронавт                         | 2011 |
| Френк Гері           | архітектор                        | 2019 |
| Джеймс Нейсміт       | винахідник баскетболу             | 2019 |
| Девід Судзукі        | Захисник навколишнього середовища | 2017 |
| Кріс Гедфілд         | астронавт                         | 2018 |

### Меценати
| лауреат         | галузь внеску           | рік  |
| --------------- | ----------------------- | ---- |
| Джим Паттісон   | Бізнесмен і філантроп   | 2018 |
| Тед Роджерс     | Бізнесмен і філантроп   | 2017 |
| Джим Трелівінг  | Бізнесмен і телеведучий | 2019 |
| Джеймс Темертей | Бізнесмен і філантроп   | 2022 |

### Правозахисники
| лауреат                | характер внеску                                                               | рік  |
| ---------------------- | ----------------------------------------------------------------------------- | ---- |
| Луїза Арбур            | Верховний комісар ООН з прав людини Головний обвинувач міжнародних трибуналів | 2014 |
| Віола Десмонд          | Борець за расове рівноправ'я                                                  | 2017 |
| Марк і Крейг Кілбурґер | Засновники організації «Свободу дітям»                                        | 2013 |